# Čestmír Rychetský
Čestmír Rychetský (20. září 1921 Nové Město na Moravě – 19. května 1987) byl český teolog, duchovní Českobratrské církve evangelické, archivář, církevní historik a vlastivědný pracovník.
Působil ve sborech v Jindřichově Hradci (vikář 1944-1947), Velké Lhotě u Dačic (vikář pro Slavonice 1947-1948), Slavonicích (farář 1948-1952, nyní sbor Telč), Chomutově (farář 1952-1961) a Hradišti u Nasavrk (farář 1961-1985).
S manželkou Miloslavou Rychetskou (1922-2014) pořádal sborové archivy Českobratrské církve evangelické. Jsou oba pohřbeni v Hradišti u Nasavrk.

## Z díla
- Turistický průvodce po seniorátu chrudimském. Chrudim, 1997.
- Kazatelé a sbory české národnosti církví A.V. a H.V. v Čechách a na Moravě 1781-1918. Praha: Synodní rada českobratrské církve evangelické, 1983.
- Evangeličtí kazatelé 1781-1918.  Křesťanská revue, 1984, roč. 51.